# Linggutempel
Linggutempel is een boeddhistische tempel in Nanjing, Jiangsu, Volksrepubliek China die omgeven is door een groot park. De tempel heeft een pagode, deze pagode is in 1929 gebouwd ter herinnering van de gevallenen in de Noordelijke Expeditie. De oorspronkelijke tempel werd in 515 geboud tijdens de Liang-dynastie (502-557). De oorspronkelijke tempel stond eerst op de plaats waar nu de graven van de Ming-keizers liggen. Keizer Zhu Yuanzhang herbouwde de tempel op de huidige ligging van de tempel. Tijdens een oorlog van de Taiping-opstand werd de tempel verwoest en later weer herbouwd. In de tempel zijn de relieken van monnik Xuanzang te vinden.
In de Wulianghal worden sinds 1926 dertigduizend soldaten geëerd die vielen voor het vaderland in de Noordelijkwe Expeditie. In de pagode van de tempel worden ook deze soldaten herinnerd. Daarin zijn ook toespraken van Sun Zhongshan en Jiang Jieshi op de muren geschreven.